# Krötenzwergmaus
Die Krötenzwergmaus (Mus bufo) ist ein Nagetier in der Unterfamilie der Altweltmäuse, das in zentralen Bereichen Afrikas vorkommt.

## Merkmale
Wie der deutsche Name andeutet, ist die Art mit einer Kopf-Rumpf-Länge von 63 bis 78 mm, einer Schwanzlänge von 61 bis 74 mm und einem Gewicht von 6 bis 16 g ein kleiner Vertreter der Gattung Mäuse. Sie hat 13 bis 18 mm lange Hinterfüße und 10 bis 13 mm lange Ohren. Das Fell der Oberseite besteht aus grauen bis hellbraunen Wollhaaren sowie aus langen und leicht borstigen Deckhaaren, die an der Wurzel dunkelgrau bis schwarz sind. Übrige Bereiche der Deckhaare sind rotbraun, was eine kupferbraune Fellfarbe ergibt. Bei verschiedenen Individuen existiert eine gelbe Grenzlinie, welche die dunkle Oberseite vom kürzeren und hell graubraunen Fell der Unterseite trennt. Helle Flecken vor oder hinter den dunklen Ohren kommen nicht vor. Der Schwanz ist durch ein dichtes Muster aus Schuppen gekennzeichnet mit kurzen Borsten in den Zwischenräumen, die oberseits schwarz und unterseits weiß sind. Weibchen besitzen drei Paar Zitzen auf der Brust und ein Paar im Leistenbereich.

## Verbreitung
Bis in die 2010er Jahre war die Krötenzwergmaus nur vom westlichen Zweig des Ostafrikanischen Grabens bekannt. Sie bewohnt dort Gebiete in 1500 bis 3000 Meter Höhe in der Demokratischen Republik Kongo, in Uganda, Ruanda und Burundi. Eine Studie von 2014 legt nahe, dass auch Mäusepopulationen im Norden der Demokratischen Republik Kongo, in der Zentralafrikanischen Republik sowie im Westen Kenias zu dieser Art zählen.
Die Krötenzwergmaus bevorzugt feuchte Bergwälder, Sumpfgebiete mit Kosobäumen oder anderem Baumbestand sowie Bereiche mit Bambus der Art Yushania alpina. An Waldrändern ist sie meist in Ansammlungen von Pflanzen der Gattungen Heidekräuter, Greiskräuter, Lobelien und Strohblumen zu finden. In Kulturlandschaften hält sich die Art oft auf Feldern mit Napiergras auf. Gelegentlich wird Heideland mit vereinzelten Büschen besucht.

## Lebensweise
Die Krötenzwergmaus ist ein vorwiegend nachtaktives Tier. Laut Untersuchen des Mageninhalts verschiedener Exemplare frisst sie hauptsächlich Pflanzenteile wie Samen und Knollen mit hohem Stärkeanteil. Nur bei wenigen Individuen wurden Reste der chitinhaltigen Hülle von Insekten registriert. Die Ergebnisse der wenigen Untersuchungen lassen eine Fortpflanzungszeit über das ganze Jahr vermuten. Zwei Weibchen waren mit 3 bzw. 4 Embryos trächtig.

## Gefährdung
Für den Bestand der Art liegen keine Bedrohungen vor. Die IUCN listet die Krötenzwergmaus als nicht gefährdet (Least Concern).